# Nuggets: Original Artyfacts from the First Psychedelic Era, 1965-1968
Nuggets: Original Artyfacts from the First Psychedelic Era, 1965–1968, spesso abbreviato Nuggets, è una raccolta pubblicata nel 1972 in formato doppio LP dall'etichetta Elektra. I brani dell'antologia sono singoli garage rock e psichedelici usciti negli Stati Uniti nella seconda metà degli anni 60 di meteore e artisti che ebbero vita breve, tra cui Electric Prunes, Sagittarius, 13th Floor Elevators, Seeds e Knickerbockers, Count Five, e Chocolate Watchband.
Nuggets è considerato un punto di partenza nella nascita del garage rock revival e imprescindibile per gli appassionati di rock americano degli anni sessanta.

## Composizione e pubblicazione
L'antologia e il titolo dell'album, nacquero da un'idea di Jac Holzman, il fondatore della Elektra, che, dopo essersi procurato uno dei primi modelli di registratori a doppia cassetta, decise di servirsene per realizzare dei mix con le tracce di una serie di LP che contenessero non più di una o due "pepite" (il titolo nuggets, significa appunto "pepite d'oro"). Il critico, archivista e futuro chitarrista di Patti Smith Lenny Kaye scelse i brani di Nuggets e produsse l'antologia. Nel 1976, l'album venne ristampato con diversa copertina nel 1976 dalla Sire Records. Nelle note di copertina appare, tra le prime volte, il termine punk rock, usato dallo stesso Kaye per identificare il suono di alcuni gruppi presenti. 
L'album era il preferito di molti pionieri del punk come i Pere Ubu e i Television che, durante i concerti, suonavano le cover delle tracce dell'antologia.
Nel 1998, la Rhino Records pubblicò un cofanetto composto da 4 dischi di cui il primo contiene le tracce del disco originale, mentre negli altri 3 sono presenti altri brani usciti nel periodo 1965-1968.

## Accoglienza
L'album è stato inserito dalla rivista Rolling Stone al 196º posto nella classifica dei 500 album migliori della storia del rock. L'album è anche presente in un libro dedicato ai "1.000 dischi da ascoltare prima di morire".

## Tracce

### Edizione del 1972
Disco 1
Lato A
1. I Had Too Much to Dream (Last Night) – 3:02 (The Electric Prunes)
2. Dirty Water – 2:50 (The Standells)
3. Night Time – 2:35 (The Strangeloves)
4. Lies – 2:46 (The Knickerbockers)
5. Respect – 2:17 (The Vagrants)
6. A Public Execution – 3:02 (Mouse)
7. No Time Like the Right Time – 2:49 (The Blues Project)

Durata totale: 19:21
Lato B
1. Oh Yeah – 2:51 (The Shadows of Knight)
2. Pushin' Too Hard – 2:39 (The Seeds)
3. Moulty – 2:37 (The Barbarians)
4. Don't Look Back – 2:45 (The Remains)
5. An Invitation to Cry – 2:59 (The Magicians)
6. Liar, Liar – 1:56 (The Castaways)
7. You're Gonna Miss Me – 2:31 (The 13th Floor Elevators)

Durata totale: 18:18
Disco 2
Lato A
1. Psychotic Reaction – 3:09 (Count Five)
2. Hey Joe – 2:53 (The Leaves)
3. Romeo & Juliet – 2:02 (Michael and the Messengers)
4. Sugar and Spice – 2:33 (The Cryan' Shames)
5. Baby Please Don't Go – 5:41 (The Amboy Dukes)
6. Tobacco Road – 4:44 (Blues Magoos)

Durata totale: 21:02
Lato B
1. Let's Talk About Girls – 2:45 (The Chocolate Watchband)
2. Sit Down, I Think I Love You – 2:25 (The Mojo Men)
3. Run, Run, Run – 1:57 (The Third Rail)
4. My World Fell Down – 3:52 (Sagittarius)
5. Open My Eyes – 2:47 (Nazz)
6. Farmer John – 2:29 (The Premiers)
7. It's-a-Happening – 2:47 (The Magic Mushrooms)

Durata totale: 19:02

### Edizione del 1998
Disco 1
1. I Had Too Much to Dream (Last Night) – 3:02 (The Electric Prunes)
2. Dirty Water – 2:50 (The Standells)
3. Night Time – 2:35 (The Strangeloves)
4. Lies – 2:46 (The Knickerbockers)
5. Respect – 2:17 (The Vagrants)
6. A Public Execution – 3:02 (Mouse)
7. No Time Like the Right Time – 2:49 (The Blues Project)
8. Oh Yeah – 2:51 (The Shadows of Knight)
9. Pushin' Too Hard – 2:39 (The Seeds)
10. Moulty – 2:37 (The Barbarians)
11. Don't Look Back – 2:45 (The Remains)
12. An Invitation to Cry – 2:59 (The Magicians)
13. Liar, Liar – 1:56 (The Castaways)
14. You're Gonna Miss Me – 2:31 (The 13th Floor Elevators)
15. Psychotic Reaction – 3:09 (Count Five)
16. Hey Joe – 2:53 (The Leaves)
17. Romeo & Juliet – 2:02 (Michael and the Messengers)
18. Sugar and Spice – 2:33 (The Cryan' Shames)
19. Baby Please Don't Go – 5:41 (The Amboy Dukes)
20. Tobacco Road – 4:44 (Blues Magoos)
21. Let's Talk About Girls – 2:45 (The Chocolate Watchband)
22. Sit Down, I Think I Love You – 2:25 (The Mojo Men)
23. Run, Run, Run – 1:57 (The Third Rail)
24. My World Fell Down – 3:52 (Sagittarius)
25. Open My Eyes – 2:47 (Nazz)
26. Farmer John – 2:29 (The Premiers)
27. It's-a-Happening – 2:47 (The Magic Mushrooms)

Durata totale: 77:43
Disco 2
1. Talk Talk – 1:59 (The Music Machine)
2. Last Time Around – 2:42 (The Del-Vetts)
3. Nobody but Me – 2:19 (The Human Beinz)
4. Journey to Tyme – 2:36 (Kenny and The Kasuals)
5. No Friend of Mine – 2:26 (The Sparkles)
6. Outside Chance – 2:04 (The Turtles)
7. Action Woman – 2:33 (The Litter)
8. Spazz – 2:46 (The Elastik Band)
9. Sweet Young Thing – 2:59 (The Chocolate Watchband)
10. Incense and Peppermints – 2:50 (Strawberry Alarm Clock)
11. I Ain't No Miracle Worker – 2:49 (The Brogues)
12. 7 and 7 Is – 2:25 (Love)
13. Time Won't Let Me (The Outsiders)
14. Going All the Way (The Squires)
15. I'm Gonna Make You Mine – 2:50 (The Shadows of Knight)
16. The Trip – 2:03 (Kim Fowley)
17. Can't Seem to Make You Mine – 2:36 (The Seeds)
18. Why Do I Cry – 2:50 (The Remains)
19. Laugh, Laugh – 2:54 (The Beau Brummels)
20. The Little Black Egg – 2:45 (Nightcrawlers)
21. I Wonder – 2:15 (The Gants)
22. I See the Light – 2:09 (Five Americans)
23. Who Do You Love? – 2:04 (The Woolies)
24. Double Shot (Of My Baby's Love) – 2:17 (The Swingin' Medallions)
25. Live – 2:37 (The Merry-Go-Round)
26. Steppin' Out – 2:13 (Paul Revere and the Raiders)
27. Diddy Wah Diddy – 2:29 (Captain Beefheart and His Magic Band)
28. Strychnine – 2:12 (The Sonics)
29. Little Girl – 2:29 (Syndicate of Sound)
30. (We Ain't Got) Nothin' Yet – 2:18 (Blues Magoos)
31. Shape of Things to Come – 1:54 (Max Frost and the Troopers)

Disco 3
1. Let It Out (Let It All Hang Out) – 2:10 (The Hombres)
2. Fight Fire – 2:34 (The Golliwogs)
3. At the River's Edge – 2:39 (New Colony Six)
4. At the River's Edge – 2:38 (The Daily Flash)
5. It's Cold Outside – 2:30 (Lyme and Cybelle)
6. Follow Me – 2:51 (The Choir)
7. Beg, Borrow and Steal – 2:32 (The Rare Breed)
8. She's About a Mover – 2:25 (Sir Douglas Quintet)
9. Little Bit o' Soul – 2:22 (The Music Explosion)
10. Put the Clock Back on the Wall – 2:24 (The "E" Types)
11. Falling Sugar – 2:10 (The Palace Guard)
12. Run, Run, Run – 2:18 (The Gestures)
13. I Need You – 2:16 (The Rationals)
14. Knock, Knock – 2:58 (The Humane Society)
15. Primitive – 3:51 (The Groupies)
16. Psycho – 2:17 (The Sonics)
17. So What!! – 2:50 (The Lyrics)
18. You Must Be a Witch – 2:49 (The Lollipop Shoppe)
19. A Question of Temperature – 2:40 (The Balloon Farm)
20. Maid of Sugar - Maid of Spice – 2:39 (Mouse and the Traps)
21. You Ain't Tuff – 2:21 (The Uniques)
22. Sometimes Good Guys Don't Wear White – 2:38 (The Standells)
23. She's My Baby – 3:02 (The Mojo Men)
24. Story of My Life – 2:44 (Unrelated Segments)
25. I'm Five Years Ahead of My Time – 2:16 (The Third Bardo)
26. Mirror of Your Mind – 2:45 (We the People)
27. Bad Little Woman – 2:39 (The Shadows of Knight)
28. Double Yellow Line – 2:13 (The Music Machine)
29. Optical Sound – 2:37 (The Human Expression)
30. Journey to the Center of the Mind – 3:34 (The Amboy Dukes)

Durata totale: 78:42
Disco 4
1. Are You Gonna Be There (At the Love-In) – 2:27 (The Chocolate Watchband)
2. Too Many People – 2:46 (The Leaves)
3. (Would I Still Be) Her Big Man – 2:16 (The Brigands)
4. Are You a Boy or Are You a Girl – 2:21 (The Barbarians)
5. Wooly Bully – 2:45 (Sam the Sham and the Pharaohs)
6. I Want Candy – 2:21 (The Strangeloves)
7. Louie Louie – 2:20 (The Kingsmen)
8. One Track Mind – 2:37 (The Knickerbockers)
9. Out of Our Tree – 3:32 (The Wailers)
10. I Think I'm Down – 2:28 (Harbinger Complex)
11. What Am I Going to Do – 2:41 (The Dovers)
12. Codine – 2:25 (The Charlatans)
13. Johnny Was a Good Boy – 2:38 (The Mystery Trend)
14. Stop - Get a Ticket – 2:28 (Clefs of Lavender Hill)
15. Complication – 2:24 (The Monks)
16. The Witch – 2:40 (The Sonics)
17. Get Me to the World on Time – 2:00 (The Electric Prunes)
18. Mr. Pharmacist – 2:33 (The Other Half)
19. Open Up Your Door – 2:34 (Richard and the Young Lions)
20. Just Like Me – 2:45 (Paul Revere and the Raiders)
21. You Burn Me Up and Down – 2:22 (We the People)
22. I Live in the Springtime – 3:00 (The Lemon Drops)
23. Mindrocker – 2:54 (Fenwyck)
24. Hold Me Now – 2:29 (The Rumors)
25. Love's Gone Bad – 2:29 (The Underdogs)
26. Why Pick on Me – 2:46 (The Standells)
27. Bad Girl – 2:10 (The Zakary Thaks)
28. Blackout of Gretely – 4:36 (GONN)
29. Voices Green and Purple – 1:35 (The Bees)
30. Blues' Theme – 2:09 (Davie Allan and the Arrows)

Durata totale: 77:31